# Anne Elizabeth Darwin
Annie Elizabeth "Annie" Darwin (2 de março de 1841 — 23 de abril de 1851) foi o segundo filho e filha mais velha de Charles e Emma Darwin.

## Vida
Em 1849, Anne pegou escarlatina junto com suas duas irmãs, e sua saúde piorou posteriormente; algumas autoridades acreditam que ela sofria de tuberculose. Em busca vã de ajuda de hidroterapia de James Manby Gully, Charles Darwin levou sua filha ao Worcestershire cidade spa, Great Malvern. Ela morreu em Montreal House na Worcester Road, aos dez anos, e foi enterrada no cemitério do Grande Priorado de Malvern.
A morte de Annie foi um golpe terrível para seus pais. Charles escreveu em um livro de memórias pessoalː
"Perdemos a alegria da casa e o consolo de nossa velhice ... Oh, que ela agora pudesse saber com que profundidade e ternura ainda a amamos e sempre a amaremos cara alegre." 
O estudioso de Darwin, E. Janet Browne, escreve:
Anne era ... a menina dos olhos de seu pai orgulhoso, sua filha favorita, ele confessou a [seu amigo e primo William Darwin Fox]. Mais do que qualquer outra criança, ela o tratou com uma afeição espontânea que o tocou profundamente; ela gostava de alisar seu cabelo e dar forma a suas roupas, e era por natureza auto-absorvida limpa e arrumada, cortando delicados pedaços de papel para guardar em sua caixa de trabalho, enfiando fitas e costurando pequenas coisas para suas bonecas.... 
A perda da filha amada de Charles Darwin foi amenizada apenas com a adição de Horace Darwin, que nasceu apenas três semanas após a morte de Anne em 13 de maio de 1851.